# Semnocera
Semnocera là một chi bướm đêm thuộc họ Gracillariidae.

## Các loài
- Semnocera procellaris (Meyrick, 1914)